# 张俭 (唐朝)
张俭（594年—653年），字师约，雍州新丰人，祖父皖城郡公张威曾當過隋朝相州刺史。父親张植曾經當過车骑将军、连城县公。

## 邊境事蹟
张俭是唐高祖李渊的从甥（据《旧唐书》，《新唐书》作从外孙）。跟随李渊一起打天下，立下戰功，被除授右卫郎将，貞觀初年時，也因军功當了朔州刺史。當时突厥颉利可汗覺得自己很強大，每當有要求時，都將自己的書信稱為诏敕，边境許多官吏為了奉承他，都不敢拒绝。张俭到任時，便拒絕颉利可汗的要求，唐太宗知道後便嘉奖他。张俭在其任內广营屯田，每年得到穀物十万斛，使得边粮非常丰富。遇到寒害或是旱災时，他便劝百姓互相救助，許多人于是免于饥饿，當時邊疆地帶只有他治下的州境平安无事。后來张俭又當了检校胜州都督，但是因為母亲去世需要守丧而離開職位。
张俭之前在朔州，李靖平突厥之后，一個貧窮名叫思结的部落归顺张俭，张俭招慰安置他们。还有一些没有来归顺的部落成员在碛北，因為與思结有亲属，時常與他們互相往来，张俭不禁止此事，只维持纲纪，羁縻管治。张俭離開此職位後，贞观四年（630年）九月，新到任的官員不知此事，告訴朝廷思结想要叛乱。朝廷商议想要出兵討伐，於是任用還在守喪的的张俭为使者，观察那些部落的动静，並进行抚纳。张俭一個人進入部落，召诸首领慰谕，推心置腹，他们都匍匐叩头而至，迁徙到代州。朝廷於是立即命令张俭當检校代州都督。思结部终于没有叛乱者，张俭于是劝他们經营田產，使得每年都丰收。张俭又認為有錢會帶來奢侈的風氣與想反叛的可能，於是請求朝廷和籴（古时官府以议价交易为名向民间强制征购粮食），充实官府储备，蕃人喜悦，营田愈发出力。边军也大收其利。

## 戰功
张俭搬到营州當都督，並兼任护东夷校尉。後來因為某事被免職，朝廷便叫他以平民的身份领职事。营州部這個地方与契丹、奚、霫、靺鞨等外族接壤，高句丽引他们入侵大唐帝國，於是张俭率兵打敗他們，又得到营州都督這個官位。
西元641年十一月，薛延陀攻打突厥，突厥俟利苾可汗無法抵擋攻勢，派遣大使到唐朝告急。唐太宗命令张俭率領軍隊到奚、霫、契丹压薛延陀东境，兵部尚书李勣为朔方行军总管，右卫大将军李大亮为灵州道行军总管，庆州道行军总管张士贵出云中，凉州都督李袭誉为凉州道行军总管，分道以御之。十二月，唐军打败薛延陀。
西元642年十一月，张俭報告朝廷說高句丽东部大人渊盖苏文殺掉他的國王高武。當時渊盖苏文自称莫离支。唐太宗決定遠征辽东，西元644年七月，派遣张俭、守左宗卫率高履行等率領幽、营二都督兵及契丹、奚、靺鞨军先击辽东抄掠，以观其势。张俭率領唐軍到了辽西，但是因為辽河涨潮，一直無法渡河，十一月，太宗卻認為他畏敌懦弱，叫他回來。张俭到洛阳見到唐太宗，並当面告訴皇帝戰爭情況及當地的地形與氣候以及一直不出兵的理由，太宗聽了很高兴，仍任命他为行军总管，並帶領各族的軍隊，成為六军前锋。当时抓获的高句丽候者称莫离支将要到辽东，诏张俭率兵从新城路邀击之，莫离支终究不敢出战。太宗以李勣为辽东道行军大总管，江夏王李道宗副之，张士贵、张俭、执失思力、契苾何力、阿史那弥射、姜行本、麹智盛、吴黑闼为行军总管隶之，率骑士六万趋辽东。西元645年四月，张俭帶領胡人军队为前锋进兵渡辽，並趨近建安城，高句丽大敗，被殺了數千人。张俭因為此戰功被封為皖城郡公，赏赐甚厚。
西元646年六月，唐太宗任命李道宗、左卫大将军阿史那社尔为瀚海安抚大使，並命令右领卫大将军执失思力率突厥兵、右骁卫大将军契苾何力率凉州及胡兵、代州都督薛万彻、张俭各率所部兵分道并进，以攻擊刚被回纥擊敗的薛延陀，太宗也亲自到灵州为大唐軍隊声援。薛延陀因此大敗，多弥可汗逃走被回纥攻杀。戰爭勝利後，把东夷校尉改成东夷都护，並任命张俭擔任此職務。

## 过世
唐高宗永徽初年，加封為金紫光禄大夫。永徽四年，在其任內去世，享壽六十歲，谥密。

## 家庭
张俭女儿张氏年幼时，张俭夫妇生病，女儿服侍父母親，一步也不離開，晝夜皆問候父母親，十分早熟與孝順。稍微年長時，更加恭敬與孝順。张氏後來嫁给延寿公于钦明的兒子于敏直。當女兒张氏一聽到父親得病時，非常地傷心，甚至想與父親同去。张俭死后，張氏聽到消息，便号恸而亡。高宗下诏赐物百段，並且命令史官記錄此事。
张俭的哥哥张大师，累積軍功當到太仆卿、华州刺史、武功县男。张俭的弟弟张延师，在永徽初年時，當到左卫大将军，並封為范阳郡公。根據唐朝的制度，三品以上官员，齊家门前會有棨戟，张俭三兄弟的门前皆立戟，當時人認為是非常光榮的事，便稱為“三戟张家”。另一弟张立德，秦城都尉。

## 延伸阅读
[在维基数据编辑]
 《舊唐書/卷83》，出自刘昫《舊唐書》